# Филиппов, Дмитрий Тимофеевич
Дмитрий Тимофеевич Филиппов (род. 15 ноября 1930, Усть-Лыжа — 20 августа 2017, Ухта) — советский шахтёр, машинист угольного комбайна на шахте «Капитальная» (Воркута).

## Биография
Родился 15 ноября 1930 года в селе Усть-Лыжа Печорского округа Коми АССР (ныне городского округа Усинск Республики Коми).
После окончания 7 классов работал в колхозе «Новая жизнь» в родном селе. 
В 1949 году приехал в Воркуту. После двух лет учёбы в горнопромышленном ремесленном училище началась его трудовая деятельность машинистом врубовой машины, затем машинистом угольного комбайна на шахте № 1 «Капитальная». В этой должности он проработал 18 лет, а всего на шахте № 1 «Капитальная» (ныне шахта «Воркутинская») — 32 года. На шахте вырос профессионально и закалился, снискал уважение коллектива. Не случайно трудящиеся Воркуты избрали его депутатом Верховного Совета СССР и Коми АССР. 
29 июня 1966 года Дмитрию Тимофеевичу вместе с ещё тремя воркутинцами за выдающиеся успехи в выполнении семилетнего плана развития угольной и сланцевой промышленности и достижение высоких технико-экономических в работе присвоено звание Героя Социалистического Труда. 
Жил в г. Ухта, умер 20 августа 2017 года.

## Награды
- Медаль «Серп и Молот»;
- Орден Ленина;
- Знак «Шахтёрская слава» трёх степеней;
- Медаль «В ознаменование 100-летия со дня рождения Владимира Ильича Ленина»;
- Медаль «Ветеран труда»;
- Почётный шахтёр СССР;
- Почётный гражданин города Воркуты.